# Fresnay
Fresnay ist eine französische Gemeinde mit 50 Einwohnern (Stand: 1. Januar 2022) im Département Aube in der Region Grand Est. Sie gehört zum Arrondissement Bar-sur-Aube und zum Kanton Bar-sur-Aube. 
Sie ist umgeben von folgenden Nachbargemeinden:
| Fuligny | Ville-sur-Terre                             | Thil                  |
|         | Kompassrose, die auf Nachbargemeinden zeigt | Thors                 |
| Lévigny |                                             | Maisons-lès-Soulaines |

## Bevölkerungsentwicklung
| Jahr                      | 1962 | 1968 | 1975 | 1982 | 1990 | 1999 | 2008 | 2016 |
| ------------------------- | ---- | ---- | ---- | ---- | ---- | ---- | ---- | ---- |
| Einwohner                 | 61   | 71   | 57   | 59   | 52   | 43   | 45   | 45   |
| Quelle: Cassini und INSEE |      |      |      |      |      |      |      |      |